# Vaughania
Vaughania là một chi rau đậu thuộc họ Fabaceae.

## Các loài
Nó gồm các loài:
- Vaughania cerighellii
- Vaughania cloiselii
- Vaughania depauperata
- Vaughania dionaeifolia
- Vaughania humbertiana
- Vaughania interrupta
- Vaughania longidentata
- Vaughania mahafalensis
- Vaughania perrieri
- Vaughania pseudocompressa
- Vaughania xerophila